# شيا الغربية

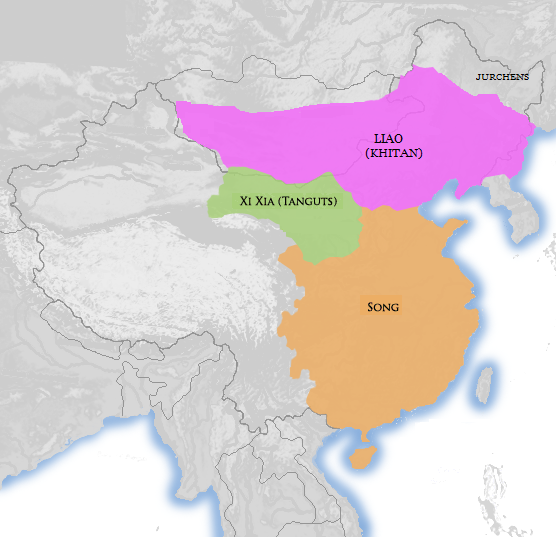
موقع شيا الغربية على الخريطة

أسرة شيا الغربية ((بالصينية: 西夏)) أو إمبراطورية تانغوت, وقد عرفها شعب التانغوت وسكان التبت باسم مينياك.
وقد قامت هذه الدولة في الفترة من 1083 وحتى 1227 بعد الميلاد في المنطقة التي تُشغلها حاليًا المقاطعات الصينية الشمالية الغربية نينغشيا، وقانسو، وتشنغهاي الشرقية، وشنشي الشمالية، وشمال شرقي شينجيانغ، وجنوب غرب منغوليا الداخلية، وأقصى جنوب منغوليا الخارجية، بمساحة تبلغ حوالي ثمانمائة كيلو متر مربع. وقد عانت الدولة من دمار شامل على أيدي المغول الذين أسسوا أسرة يوان (1271-1368)، وهو الدمار الذي طال معظم سجلاتهم المكتوبة وتراثهم المعماري. ولهذا ظل مؤسسو المملكة وتاريخها محل خلاف حتى أجريت بعض البحوث مؤخرًا في الغرب وداخل الصين. وقد شغلت الدولة منطقة ممر قانسو، وهو طريق تجاري مهم بين شمال الصين وآسيا الوسطى. ولأسرة شيا الغربية إنجازات مهمة في الآداب والفنون والموسيقى والعمارة، وكانت توصف بأنها «مزدهرة متألقة». ويرجع استمرارها لمدة طويلة بين الإمبراطوريات الأخرى التي أحاطتها، وهي لياو، وسونغ، وجين، إلى تنظيماتها العسكرية الناجحة والتي ضمت الخيالة والمركبات والرماة والدروع والمدفعية (كانت المدافع تُحمل على ظهور الجمال)، وجنود يستطيعون القتال في البر والماء.

## الاسم
الاسم الكامل لشيا الغربية الذي أطلقوه على أنفسهم بالصينية "" والذي يُنطق /*phiow¹-bjij²-lhjij-lhjij²/ والتي تعني «دولة شيا العظيمة للرجال البيض الشوامخ» (白高大夏國) أو يُطلق عليهم "mjɨ-njaa" أو "khjɨ-dwuu-lhjij" (萬秘國). أما شعب التانغوت والتبت فكان يعرف المنطقة باسم مينياك (彌藥).
أما اسم «شيا الغربية» فمأخوذ من سجلات «سي شيا» (西夏)، وتعني حرفيًا شيا الغربية، ولهذا يُستخدم هذا الاسم غالبًا في الدراسات الصينية. وهذا الاسم مأخوذ من موقعها على الضفة الغربية للنهر الأصفر، في مقابل لياو (916-1125) وجين (1115-1234) الواقعتين على الضفة الغربية، وأسرة سونغ الواقعة في جنوبه. أما اسم «تانغوت» الذي يُستخدم في الإنجليزية فيأتي من الاسم المغولي للدولة تانغهوت (Taŋɣud) الذي يُعتقد أنه له نفس معنى كلمة «دانغ شيانغ» (党項) المستخدمة في الأدب الصيني.

## التأسيس
مؤسس أسرة شيا الغربية بالتانغوت زيانبي التوبي (Tuboa Xianbei) من مملكة التويوهون (Tuyuhun Kingdom). وبعد تدمير التبتيين لمملكة التويوهون في عام 670، استسلم أميرهم المشهور توبا تشيتسي (Tuoba Chici)، الذي حكم «دانغ شيانغ تشيانغ» (Dangxiang Qiang) لحكم أسرة تانغ (Tang Dynasty) ومُنح لقب لي (李) الملكي. وفي أواخر حكم أسرة تانغ، توجه جنود شعب توبا لقمع تمرد هوانغ تشاو نيابة عن بلاط التانغ وسيطروا على دولة شيا، أو شيا زو، شمالي شنشي في عام 881. وبعد انهيار التانغ في 907، أعلن أبناء توبا رسميًا مقاومتهم لتوسع أسرة سونغ الشمالية في 982 وأعلنوا الاستقلال لتأسيس شيا الغربية أو التانغوت في 1038.
ويعود تأسيس شيا الغربية إلى عام 982 بقيادة لي ديمنغ. إلا أن قائد التانغوت لي يوانهاو، وهو ابن لي ديمنغ الذي أمر أيضًا بوضع نظام لكتابة لغة التانغوت وأمر بترجمة الأعمال الصينية الكلاسيكية إلى لغة التانغوت لم يُعلن نفسه إمبراطورًا لدا شيا إلا في عام 1083 وطلب من إمبراطور سونغ الاعتراف به ندًا له. وقد قبل بلاط سونغ الاعتراف بلي يوانهاو «حاكمًا» وليس إمبراطورًا، وهو اللقب الذي كانوا يعتبرونه حكرًا على إمبراطور سونغ. وبعد اتصالات دبلوماسية مكثفة، قبلت دولة تانغوت الاعتراف بإمبراطور سونغ نظير تبادل الهدايا سنويًا، وهو ما يعني اعترافًا ضمنيًا من جانب سونع بقوة التانغوت العسكرية.

## روابط خارجية
- 西夏研究